# El Burgo
El Burgo er en by og kommune i det sydlige Spanien i provinsen Málaga. Den har et indbyggertal på 1.758 (2024) indbyggere.